# Pearl (album)
Pour les articles homonymes, voir Pearl.
Albums de Janis Joplin
I Got Dem Ol' Kozmic Blues Again Mama!
(1969) In Concert
(1972)
Singles
1. Me and Bobby McGee
Sortie : 11 janvier 1971
2. Cry Baby
Sortie : mai 1971
3. Get It While You Can
Sortie : septembre 1971

Pearl est le second album studio en solo de Janis Joplin et le seul avec le Full Tilt Boogie Band. Il a été publié à titre posthume le 11 janvier 1971 sur le label Columbia Records et a été produit par Paul A. Rothchild.

## Historique

### Contexte
« Pearl » était le surnom de Janis Joplin.
Après s'être séparée de son Kozmic Blues Band, Janis Joplin forme en avril 1970 un nouveau groupe, le Full Tilt Boogie Band. Le groupe tourne de mai à début juillet, puis entre en studio pour enregistrer un album. Alors que les enregistrements ne sont pas encore terminés, Janis Joplin meurt d'overdose le 4 octobre 1970. L'album sortira quelques mois plus tard à titre posthume.
Legacy Records a réédité l'album en 1999 avec quatre titres supplémentaires enregistrés en public.

### Succès commercial
L'album entre à la première place du Billboard 200, place qu'il gardera pendant neuf semaines. Il est certifié quatre fois disque de platine par la RIAA. Le magazine Rolling Stone classe cet album parmi « les 50 (12/50) plus grands albums de tous les temps » catégorie « Women who rock ».

### Contenu
- Les quatre titres en public de la réédition ont été enregistrés pendant le Festival Express le 4 juillet 1970 à Calgary au Canada. Les versions studio de Little Girl Blue et Try (Just a Little Bit Harder) se trouvent sur l'album I Got Dem Ol' Kozmic Blues Again Mama!.
- Me and Bobby McGee, Cry Baby et Get It While You Can sont sortis en singles.
- Bobby Womack joue de la guitare sur Trust Me.
- Move Over et Mercedes Benz sont les deux seuls titres de l'album composés par Janis Joplin.
- Cry Baby, composé par Jerry Ragovoy et Bert Berns, est une reprise de Garnet Mimms and the Enchanters (1963).
- Buried Alive in the Blues, composé par Nick Gravenites, est un instrumental, car Janis Joplin est morte avant d'avoir enregistré les paroles. Un titre bien prémonitoire (Enterrée vivante dans le blues).
- Me and Bobby McGee, composé par Kris Kristofferson et Fred Foster, est une reprise de Roger Miller (1969).
- Get It While You Can, composé par Jerry Ragovoy et Mort Shuman, est une reprise d'Howard Tate (1967).
- Tell Mama est une reprise d'un titre de Clarence Carter (1966) popularisé en 1968 par Etta James.
- Little Girl Blue est une chanson issue de la comédie musicale Jumbo de Billy Rose (1935).
- Try (Just a Little Bit Harder) est une reprise de Lorraine Ellison (1969).

## Liste des titres
Face 1
| No | Titre                     | Auteur                    | Durée |
| -- | ------------------------- | ------------------------- | ----- |
| 1. | Move Over                 | Janis Joplin              | 3:43  |
| 2. | Cry Baby                  | Jerry Ragovoy, Bert Berns | 3:58  |
| 3. | A Woman Left Lonely       | Dan Penn, Spooner Oldham  | 3:29  |
| 4. | Half Moon                 | John Hall, Johanna Hall   | 3:53  |
| 5. | Buried Alive in the Blues | Nick Gravenites           | 2:29  |

Face 2
| No  | Titre                | Auteur                          | Durée |
| --- | -------------------- | ------------------------------- | ----- |
| 6.  | My Baby              | Jerry Ragovoy, Mort Shuman      | 3:26  |
| 7.  | Me and Bobby McGee   | Kris Kristofferson, Fred Foster | 4:33  |
| 8.  | Mercedes Benz        | Janis Joplin                    | 1:48  |
| 9.  | Trust Me             | Bobby Womack                    | 3:17  |
| 10. | Get It While You Can | Jerry Ragovoy, Mort Shuman      | 3:27  |

| 11. | Tell Mama (Festival Express Tour, July 4, 1970)                      | Clarence Carter, Marcus Daniel, Wilbur Terrell | 6:32 |
| 12. | Little Girl Blue (Festival Express Tour, July 4, 1970)               | Richard Rodgers, Lorenz Hart                   | 3:50 |
| 13. | Try (Just a Little Bit Harder) (Festival Express Tour, July 4, 1970) | Jerry Ragovoy, Chip Taylor                     | 6:52 |
| 14. | Cry Baby (Festival Express Tour, July 4, 1970)                       | Jerry Ragovoy, Bert Berns                      | 6:29 |

| 11. | Happy Birthday, John (Happy Trails) | Dale Evans            | 1:12 |
| 12. | Me and Bobby McGee (demo version)   | Kristofferson, Foster |      |
| 13. | Move Over (alternate version)       | Janis Joplin          | 4:27 |
| 14. | Cry Baby (alternate version)        | Ragovoy, Berns        | 4:59 |
| 15. | My Baby (alternate version)         | Ragovoy, Shuman       | 3:59 |
| 16. | Pearl (instrumental)                | Full Tilt Boogie Band | 4:29 |

## Personnel
Full Tilt Boogie Band
- Janis Joplin : voix, guitare sur Me and Bobby McGee
- John Till : guitares
- Brad Campbell : basse
- Richard Bell : piano
- Ken Pearson : claviers
- Phil Badella, John Cooke, Vince Mitchell: chœurs
- Clark Pierson : batterie
- Bobbye Hall: congas, percussions
- Sandra Crouch: tambourin

Musicien additionnel
- Bobby Womack: guitare acoustique sur Trust Me

## Charts et certifications

### Album
| Année | Pays        | Durée du classement | Meilleur classement |
| ----- | ----------- | ------------------- | ------------------- |
| 1971  | Allemagne   | 11 semaines         | 3e                  |
| 1971  | Australie   | 21 semaines         | 1er                 |
| 1971  | Canada      | 40 semaines         | 1er                 |
| 1971  | États-Unis  | 42 semaines         | 1er                 |
| 1971  | Norvège     | 51 semaines         | 1er                 |
| 1971  | Pays-Bas    | 16 semaines         | 1er                 |
| 1971  | Royaume-Uni | 4 semaines          | 20e                 |
| 2005  | Italie      | 1 semaine           | 83e                 |
| 2021  | Portugal    | 3 semaine           | 24e                 |

| Pays        | Certification | Ventes      | Date       |
| ----------- | ------------- | ----------- | ---------- |
| Canada      | 4 × Platine   | 400 000 +   | 01/05/1979 |
| États-Unis  | 4 × Platine   | 4 000 000 + | 20/07/2000 |
| Royaume-Uni | Argent        | 60 000 +    | 01/02/2019 |

### Singles
Charts
| Année | Single               | Chart                    | Durée du classement | Position |
| ----- | -------------------- | ------------------------ | ------------------- | -------- |
| 1971  | Me and Bobby McGee   | Hot 100                  | 15 semaines         | 1er      |
| 1971  | Me and Bobby McGee   | Single Top 100           | 17 semaines         | 8e       |
| 1971  | Me and Bobby McGee   | Australie National Top60 | 18 semaines         | 1er      |
| 1971  | Me and Bobby McGee   | Ö3 Austria Top 40        | 4 semaines          | 7e       |
| 1971  | Me and Bobby McGee   | (W) Ultratop             | 1 semaine           | 48e      |
| 1971  | Me and Bobby McGee   | (V) Ultratop             | 5 semaines          | 15e      |
| 1971  | Me and Bobby McGee   | RPM Top Singles          | 15 semaines         | 6e       |
| 1971  | Me and Bobby McGee   | Mega Top 50              | 8 semaines          | 11e      |
| 1971  | Me and Bobby McGee   | Schweizer Hitparade      | 8 semaines          | 3e       |
| 1971  | Cry Baby             | Hot 100                  | 6 semaines          | 42e      |
| 1971  | Cry Baby             | RPM Top Singles          | 9 semaines          | 18e      |
| 1971  | Cry Baby             | Mega Top 50              | 3 semaines          | 12e      |
| 1971  | Get It While You Can | Hot 100                  | 2 semaines          | 78e      |
| 1971  | Get It While You Can | RPM Top Singles          | 9 semaines          | 51e      |
| 1971  | Move Over            | Top 100                  | 17 semaines         | 25e      |

Certifications
| Single             | Pays       | Certification | Ventes      | Date           |
| ------------------ | ---------- | ------------- | ----------- | -------------- |
| Me and Bobby McGee | États-Unis | Platine       | 1 000 000 + | 8 janvier 2021 |
| Mercedes Benz      | États-Unis | Or            | 500 000 +   | 8 janvier 2021 |